# Saint-Germain-la-Chambotte
Pour les articles homonymes, voir Saint-Germain.
Saint-Germain-la-Chambotte est une ancienne commune française située dans le département de la Savoie en région Auvergne-Rhône-Alpes. Elle fait partie du Pays de l'Albanais.
Par arrêté préfectoral du 25 septembre 2015, elle devient une commune déléguée au sein de la commune nouvelle d'Entrelacs le 1er janvier 2016.

## Géographie
Le village est situé à environ 5 kilomètres d'Albens, sur la route du col de la Chambotte. Elle possède aussi une rive sur le lac du Bourget, au hameau de Challières. Le village est assez éparpillé, entre le chef-lieu, Mondurand, Laval et Challières. Il est en majeure partie composé de plaines de champs, mais possède aussi des falaises (côté lac du Bourget). Aux trois quarts boisée, la commune est installée au revers oriental de la montagne de la Chambotte et redescend abruptement au bord du lac du Bourget, qu'elle longe un moment entre Brison Saint Innocent et Chindrieux.

### Communes limitrophes
Au nord se trouve le village de Cessens, à l'ouest se trouve le lac et Conjux, à l’est se situe Albens et au sud se trouve La Biolle et l'agglomération aixoise.

### Voies de communication
D991b, qui va de Chindrieux à La Biolle par le col de la Chambotte et le village
D58, qui part du chef-lieu en direction de Cessens

## Toponymie
Avant le 8 décembre 1936, Saint Germain s'est appelé Saint Germain d'Hautecombe, Mont Sec, et même Saint Germain près la Biole.
Le nom de la commune Saint-Germain-la-Chambotte est fixé par décret du 8 décembre 1936.
Le toponyme Saint-Germain-la-Chambotte provient du nom d'un saint Germain, peut être le saint local Germain de Talloires mais sans certitude. Afin de différencier la commune des autres localités, il lui a été associé le nom du massif de la Chambotte.
Les mentions de la commune sont pour la paroisse Si Germani (vers 1344), puis simplement Saint-Germain jusqu'en 1936,.
En francoprovençal, le nom de la commune s'écrit San-Zharmin, selon la graphie de Conflans.

## Histoire

### Antiquité
D'après certains textes, les Romains seraient passés par le village, peut-être étaient-ce les troupes d'Hannibal lors de leur traversée des Alpes. On sait aussi que la route de la Chambotte était autrefois une voie romaine. L'aspect sec et âpre de la montagne côté Chambotte, parsemé de vignes et de figuiers faisait autrefois penser au mont Olympe[réf. nécessaire].

### Moyen Âge
La paroisse, connue dès 1275, dépendait du prieuré bénédictin de Saint Innocent, fondé vers 1084. Elle était voisine du premier emplacement de l'abbaye d'Hautecombe, sur Cessens, et le monastère possédait des biens à SaiHère (actuel Challière). Saint Germain relevait au civil de la seigneurie de Montfalcon, et dépendait au XVIIIe siècle du marquis de Coudrée, à qui elle était parvenue du marquis de Lullin.

### XIXeetXXesiècles
Saint-Germain-la-Chambotte a connu son heure de gloire à la fin du XIXe siècle grâce à des personnages illustres qui venaient en cure à Aix-les-Bains. En 1886, Félix Faure et Jules Ferry vinrent à la Chambotte au belvédère de Louis Lansard et de sa femme. L'année suivante allait se produire l'évènement qui allait amener à la Chambotte tous les grands personnages de ce monde, grâce à la venue le 16 avril 1887 de la reine Victoria et de sa fille la princesse Béatrice, qui avaient l'habitude de venir en cure à Aix-les-Bains. Il allait suivre des hommes politiques, des hommes de lettres, etc.

### XXIesiècle
La commune fusionne le 1er janvier 2016 avec Albens, Cessens, Épersy, Mognard et Saint-Girod pour former la commune nouvelle d'Entrelacs.

## Politique et administration

### Intercommunalité / Canton
La commune faisait partie de la communauté de communes du canton d'Albens (CCCA). Depuis la réforme cantonale de 2014, elle est au sein du canton d'Aix les Bains-1

### Maires
| Période                                  | Période       | Identité                | Étiquette | Qualité                     |
| ---------------------------------------- | ------------- | ----------------------- | --------- | --------------------------- |
| Les données manquantes sont à compléter. |               |                         |           |                             |
| mars 2001                                | décembre 2015 | Jean-François Braissand |           | Maire d'Entrelacs (2020 → ) |

Du 1er janvier 2016 aux élections municipales de 2020, Jean-François Braissand est maire-délégué de la commune déléguée  de Saint-Germain-la-Chambotte.

## Population et société

### Démographie
Les habitants sont appelés les  Saint Germinois(e)s.

L'évolution du nombre d'habitants est connue à travers les recensements de la population effectués dans la commune depuis 1793. À partir du 1er janvier 2009, les populations légales des communes sont publiées annuellement dans le cadre d'un recensement qui repose désormais sur une collecte d'information annuelle, concernant successivement tous les territoires communaux au cours d'une période de cinq ans. 
Pour les communes de moins de 10 000 habitants, une enquête de recensement portant sur toute la population est réalisée tous les cinq ans, les populations légales des années intermédiaires étant quant à elles estimées par interpolation ou extrapolation. Pour la commune, le premier recensement exhaustif entrant dans le cadre du nouveau dispositif a été réalisé en 2005,.
En 2013, la commune comptait 477 habitants, en évolution de +6,95 % par rapport à 2008 (Savoie : +3,87 %, France hors Mayotte : +2,49 %).
| 1793 | 1800 | 1806 | 1822 | 1838 | 1848 | 1858 | 1861 | 1866 |
| ---- | ---- | ---- | ---- | ---- | ---- | ---- | ---- | ---- |
| 551  | 514  | 505  | 598  | 775  | 814  | 796  | 722  | 700  |

| 1872 | 1876 | 1881 | 1886 | 1891 | 1896 | 1901 | 1906 | 1911 |
| ---- | ---- | ---- | ---- | ---- | ---- | ---- | ---- | ---- |
| 672  | 690  | 686  | 699  | 666  | 664  | 648  | 602  | 516  |

| 1921 | 1926 | 1931 | 1936 | 1946 | 1954 | 1962 | 1968 | 1975 |
| ---- | ---- | ---- | ---- | ---- | ---- | ---- | ---- | ---- |
| 460  | 412  | 398  | 375  | 374  | 356  | 329  | 311  | 275  |

| 1982 | 1990 | 1999 | 2005 | 2010 | 2013 | - | - | - |
| ---- | ---- | ---- | ---- | ---- | ---- | - | - | - |
| 276  | 328  | 386  | 444  | 446  | 477  | - | - | - |

### Enseignement
La commune dispose : 
- d'une école élémentaire
- d'une crèche

L'école élémentaire de St Germain la Chambotte est en Regroupement Pédagogique Intercommunal avec l'école primaire de Cessens. Une liaison bus est mise en place afin de relier les deux écoles.

### Médias
En plus des stations de radiophonie nationales, la commune est couverte par de nombreuses antennes locales dont France Bleu Pays de Savoie, ODS Radio et Hot Radio entre autres. La chaîne de télévision locale TV8 Mont-Blanc diffuse des émissions sur les pays de Savoie. Régulièrement l'émission La Place du village expose la vie locale. France 3 et sa station régionale France 3 Alpes, peuvent parfois relater les faits de vie de la commune.
La presse est représentée majoritairement par les grands quotidiens régionaux et notamment Le Dauphiné libéré. Plus localement, on trouve aussi d'autres journaux avec La Vie nouvelle ou bien L'Essor savoyard.

## Économie

### Commerces
Le village dispose de trois commerces :
- Un restaurant : le belvédère de la Chambotte
- Une fromagerie : la fruitière de la Chambotte
- Une boulangerie au feu de bois

### Activités
Le village est le lieu de fabrication de différents fromages : comme la Tomme de Savoie ou le Cœur de Savoie. Saint-Germain-la-Chambotte est également le seul village de Savoie à produire du Gruyère français, au sein de la fruitière du village. Le village produit aussi du lait et de la viande du fait de la présence de ses nombreuses fermes et la présence de nombreux champs de pâturages et de récoltes (maïs).
On y produit aussi du vin de Savoie, au hameau de Challières.
Le tourisme, les travaux publics et la ferronnerie constituent également des activités secondaires.

## Culture locale et patrimoine

### Lieux et monuments
- Les falaises de la Chambotte, un site de pratique de l'escalade.
- Le Belvédère de la Chambotte sur le lac du Bourget.
- La commune possède également des kilomètres de chemins pour la randonnée à pied ou à vélo.
- Vue sur la chaine des Alpes depuis une partie du village.
- L'église Saint-Germain, construite en 1833, de style néo roman, qui renferme deux statues du XVIe siècle : un grand Christ en croix et une Vierge à l'enfant.

### Personnalités liées à la commune

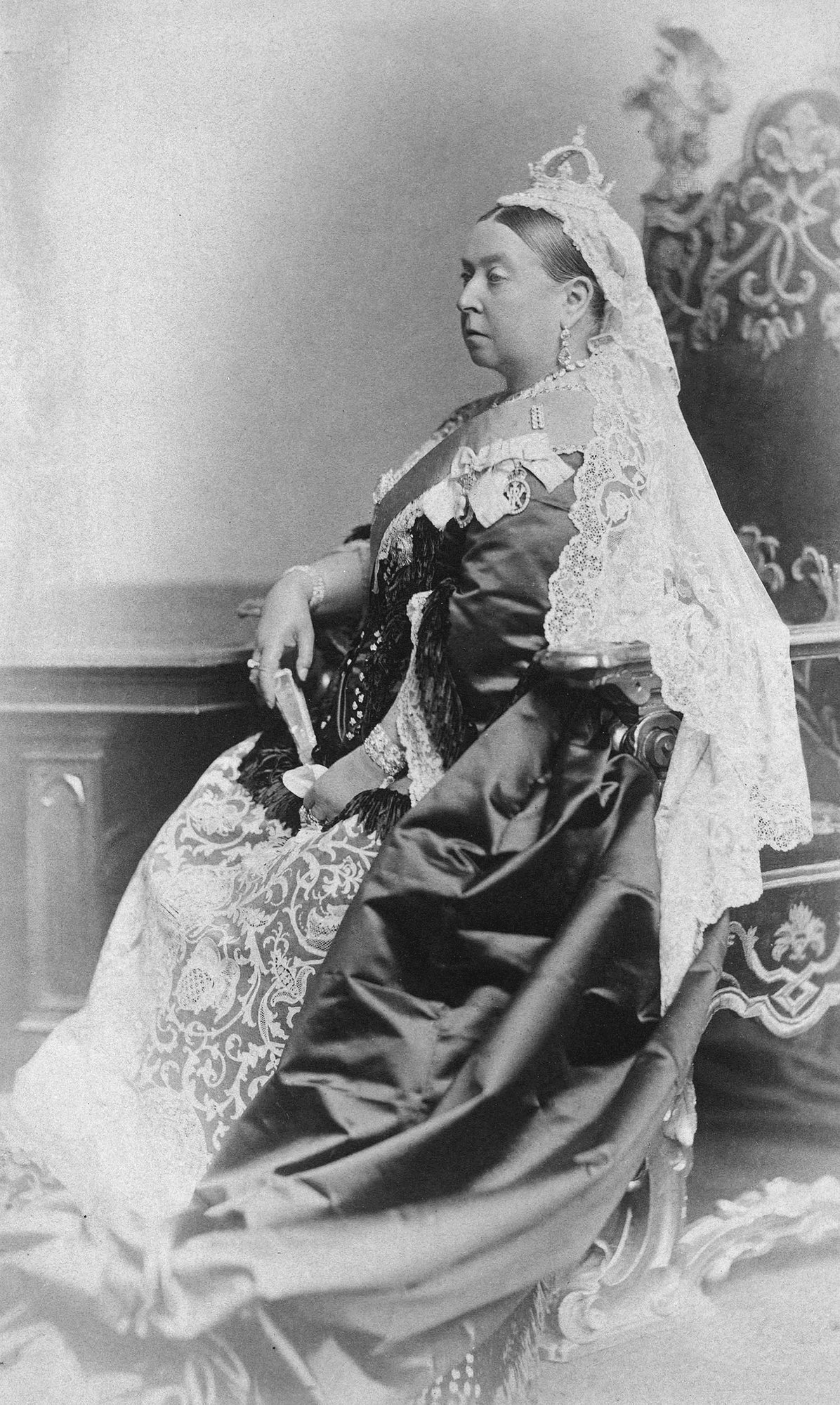
la reine Victoria

- La Comtesse de Balmoral (nom utilisé par la Reine Victoria afin de rester incognito lors de ses séjours en cure à Aix-les-Bains) est venue observer la vue depuis le Belvédère de la Chambotte avec sa fille la princesse Béatrice le 16 avril 1887[10].
- Félix Faure (qui fut président de la République française de 1895 à 1899), venu en 1886 avec sa femme et avec monsieur et madame Jules Ferry au belvédère.
- sir Stanley Baldwin, premier ministre britannique, venu en 1923 et 1936.
- Paul Deschanel, homme politique, futur président, venu en 1910.
- Edouard Herriot
- Pierre Loti, écrivain, venu en 1920.
- Jean Richepin, écrivain, venu en 1890.
- Tino Rossi
- Rita Hayworth
- Pierre Mendes France
- Aga Khan III
- Liliane Bettencourt, venue en 1979.
- Julia Chanourdie, escaladeuse française, s'entraînant sur les falaises de la commune.